# Mario Nava

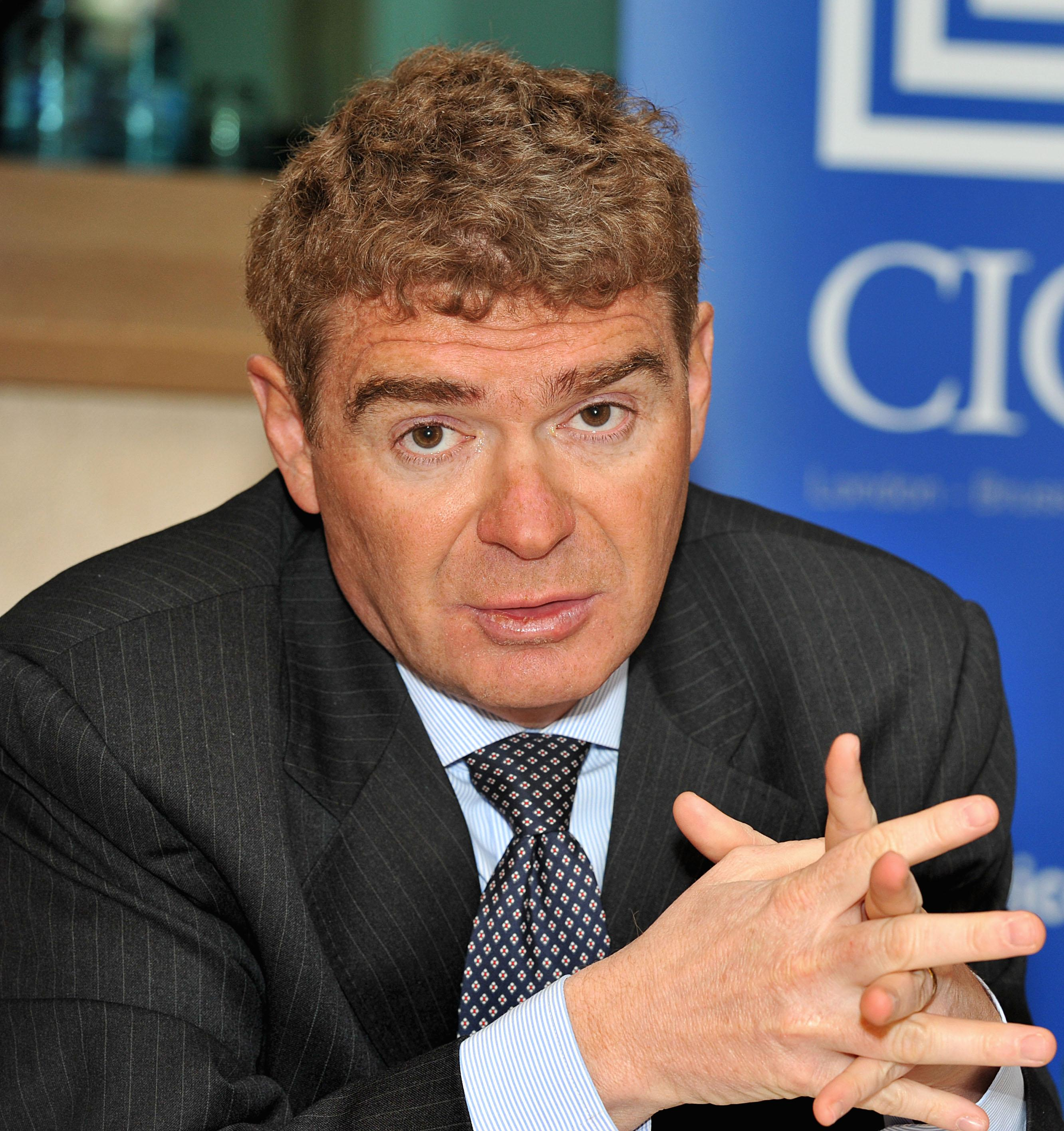
Mario Nava, 2011

Mario Nava (* 19. Oktober 1966 in Mailand) ist ein italienischer hoher Beamter der Europäischen Union und amtiert seit Juni 2024 als Generaldirektor in der Generaldirektion Beschäftigung, Soziales und Inklusion (EMPL) der Europäischen Kommission.

## Biografie
Nach dem Schulbesuch von 1980 bis 1985 absolvierte er bis 1989 ein Grundstudium der Wirtschaftswissenschaften an der Mailänder Università Commerciale Luigi Bocconi. Er schloss eine Ausbildung im Bankensektor bis 1991 bei der italienischen Banca Commercial in Mailand an. Es folgten 1992 ein Masterabschluss an der Université Catholique de Louvain und ein Ph. D. in Wirtschaftswissenschaften 1996 an der London School of Economics.
Nava trat 1994 in den Dienst der Europäischen Union, zunächst bis 2000 als Desk Officer in der Generaldirektion Steuern und Zollunion (GD TAXUD) und dann Haushalt (GD BUDG). Nach einer anschließenden halbjährigen Tätigkeit im Kabinett des Wettbewerbskommissars Mario Monti wechselte er 2001 in die Gruppe der Policy Advisers beim Kommissionspräsidenten Romano Prodi. Danach amtierte er als Abteilungsleiter in der damaligen Generaldirektion Binnenmarkt (GD MARKT), zunächst bis 2009 zuständig für Finanzmarktinfrastruktur, dann bis 2011 als Vertreter der Kommission beim Basler Ausschuss für Bankenaufsicht. Anschließend war bis 2016 als Direktor für die Regulierung von und Aufsicht über Finanzinstitutionen zuständig. Nach einem Wechsel in die Generaldirektion Finanzstabilität, Finanzdienstleistungen und Kapitalmarktunion (GD FISMA) war er bis 2018 Direktor mit Zuständigkeit für Finanzsystemüberwachung und Krisenmanagement und anschließend dort bis 2020 Direktor für horizontale Politiken. Im Mai 2020 wurde er zum Generaldirektor der Generaldirektion Strukturreformunterstützung (REFORM) berufen.